# Salão
Salão es una freguesia portuguesa perteneciente al municipio de Horta, situado en la Isla de Faial, Región Autónoma de Azores. Posee un área de 11,80 km² y una población total de 436 habitantes (2001). La densidad poblacional asciende a 36,9 hab/km². Posee 342 electores inscritos.